# HMS Vigilant (S30)
HMS Vigilant (S30) je britská jaderná raketonosná ponorka třídy Vanguard. Vigilant byla postavena v loděnici Vickers Shipbuilding and Engineering v letech 1991 až 1996.

## Stavba
Stavby na ponorce Vigilant začaly v únoru roku 1991. 14. října 1995 byla ponorka spuštěna na vodu a dne 2. listopadu 1996 byla Vigilant slavnostně uvedena do služby.

## Technické specifikace
Vigilant je dlouhá 150 m, široká 12,8 m a ponor dosahuje hloubky 12 m. Výtlak při ponoření činí 15 900 t a posádku tvoří 135 lidí. Maximální rychlosti ponorky pod vodou je přibližně 25 uzlů nebo 46 km/h

## Výzbroj
Vigilant je vyzbrojena šestnácti balistickými raketami UGM-133 Trident II vyvinuté americkou společností Lockheed Martin Space Systems. Ponorka je ještě vybavena čtyřmi torpédomety pro torpéda 533mm Spearfish.